# Rainer Schmidt (Violinist)
Rainer Schmidt (* 1964) ist ein deutscher Violinist.

## Leben und Wirken
Rainer Schmidt studierte an der Hochschule für Musik und Theater in Hannover, wo er mit dem Solistendiplom abschloss. Ebenfalls studierte er am College Conservatory der Universität Cincinnati. Seit 1987 ist er Mitglied des Hagen-Quartetts, wo er die zweite Violine spielt. 1989 gründete er das Ravinia Trio. 
Seit 1988 doziert Schmidt am Mozarteum Salzburg und zwischen 2002 und 2007 an der Escuela superior Reina Sofia in Madrid. Seit Oktober 2007 hat er die Professur für Violine und Kammermusik an der Hochschule für Musik der Musik-Akademie der Stadt Basel inne.